# Apoclea pakistanicus
Apoclea pakistanicus là một loài ruồi trong họ Asilidae. Apoclea pakistanicus được Rahim miêu tả năm 1976. Loài này phân bố ở miền Ấn Độ - Mã Lai.